# Hypo-Arena
A Hypo-Arena (korábban  Wörtherseestadion) egy kettős használatú stadion az ausztriai Klagenfurtban. Az SK Austria Kärnten itt játssza hazai mérkőzéseit.

## A régi stadion
A régi stadion, a Wörtherseestadion 1960-ban épült; befogadóképessége 10 900 fő. 2005-ben lerombolták; helyét az új Hypo-Arena vette át, amit 2007. június 30-áig Wörtherseestadionnak neveztek.

## Az új stadion
A stadion egyike a 2008-as labdarúgó-Európa-bajnokságnak otthont adó 8 építménynek, amelyeket kibővítettek, hogy 32 000 nézőt befogadhassanak. A sportesemény után a lelátókat 12 500-asra csökkentik le. A hivatalos megnyitóra 2007. szeptember 7-én került sor, amikor a pálya az osztrák–japán mérkőzésnek adott otthont 26 500 néző előtt.